# Satine Phoenix
Satine Phoenix (Olóngapo, Filipinas, 22 de mayo de 1980) es una exactriz pornográfica, ilustradora y pintora estadounidense.

## Biografía
Debutó en el cine porno en 2006. Ha aparecido en por lo menos 100 películas para adultos, incluyendo muchos vídeos gran orientación al bondage y fetichismo sexual, incluye fisting, bebiendo orina y BDSM.
Desde el comienzo de su carrera ha realizado muchas películas convirtiéndose en una popular actriz de la industria del cine para adultos. Algunas de las películas en las que actúa son: Woman Of The Year, Anastasia Pierce Is All Tied Up, Bound To Cum (II) y sitios web Device Bondage, Water Bondage, Ultimate Surrender, Hogtied, The Training of O, Whipped Ass, Pissing y Sex and Submission junto a Kink.com.
El pintor sueco Karl Backman pintó un retrato de la actriz en 2013.

## Premios
- 2007: Adultcon Nominee – Best Actress in an Intercourse Performance[6]
- 2008: Premio Sexopolis – Best Sex Kitten[7]
- 2010: Bondage Awards Nominee - Best Comic Artist[8]